# ایستگاه راه‌آهن خیابان کمدن
ایستگاه راه‌آهن خیابان کمدن (انگلیسی: Camden Road railway station) یک ایستگاه راه‌آهن در لندن، انگلستان است که جزئی از خط شمال متروی زمینی لندن است.
این ایستگاه که در ناحیه کمدن تاون قرار دارد در سال ۱۸۵۰ میلادی تأسیس شده‌است.